# Primitief (geld)
Primitief, Engels: primitive, Duits: Primitiv, is een begrip in de numismatiek. Het zijn geldsoorten die niet van metaal of papier zijn of waarvan de derde dimensie een functie heeft. Schelpengeld is een voorbeeld, maar ook tanden van walvissen, honden en olifanten en schildpadpenningen van de schilden van schildpadden. Veel van deze betaalmiddelen zijn fiduciair geld, dus juist niet primitief.
- WH Pratt. Shell Money and Other Primitive Currencies.  in Proceedings of the Davenport Academy of Natural Sciences, deel 2, 1876-1878,  blz 39-43